# Salming
Salming är ett svenskt efternamn.
- Bianca Salming – svensk friidrottare
- Börje Salming –  svensk ishockeyspelare
- Stig Salming – svensk ishockeyspelare och ishockeytränare